# Chó Spaniel Nga
Chó Spaniel Nga là một giống chó thuộc loại chó Spaniel đầu tiên được tiêu chuẩn hóa vào năm 1951 ở Liên bang Xô Viết sau Thế chiến II bằng cách lai tạo giống Chó Cocker Spaniel, Chó Springer Spaniel Anh và các giống Chó Spaniel khác. Về mặt thể chất, nó tương tự như giống chó Cocker Spaniel, nhưng có một bộ lông ngắn hơn, bó sát hơn và thân hình dài hơn. Được phát triển và sử dụng với vai trò là một giống chó săn, giống chó này không bị bất kỳ các vấn đề về sức khỏe nào khác ngoài những vấn đề thông thường liên quan đến các giống chó Spaniel. Phổ biến ở quốc gia quê hương Nga, giống này chỉ được giới thiệu ở nước ngoài vào những năm 1990 và chưa được công nhận bởi bất kỳ câu lạc bộ chăm sóc chó lớn nào.

## Tính cách
Chó Spaniel Nga là một giống chó năng động, có tính cách ưa tự do. Mặc dù nó là một giống chó săn, giống chó này cũng được nuôi để làm chó bầu bạn vì bản tính dễ chịu, cùng với sự chân thành là nguyên nhân chính của quyết định này. Giống chó này là một gióng chó vui vẻ, năng động và luôn sẵn sàng chơi, đáp lại bất kỳ hình thức chú ý nào với cái đuôi vẫy vẫy vui vẻ. Chó Spaniel Nga có thể được huấn luyện và đóng vai trò chó giám sát tốt, và rất đáng yêu đối với trẻ em.